# Tondo Doni

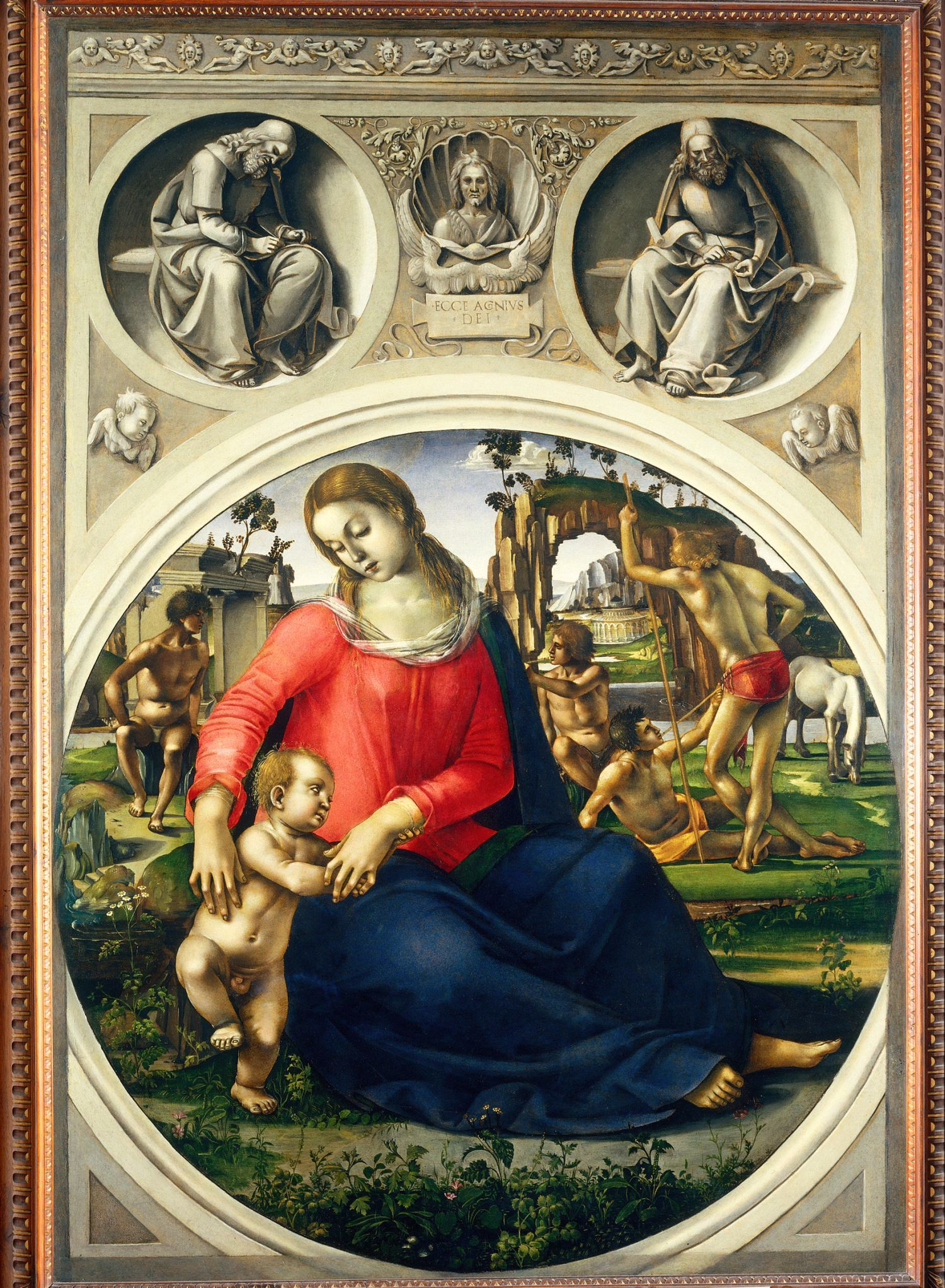
Luca Signorelli, Madonna col Bambino tra ignudi (1490 circa)

Il tondo Doni è un dipinto a tempera grassa su tavola (diametro 120 cm) di Michelangelo Buonarroti, databile tra il 1505 e il 1507 e conservato nella Galleria degli Uffizi a Firenze.
Conservato nella cornice originale, probabilmente disegnata dallo stesso Michelangelo, è l'unica opera su supporto mobile, certa e compiuta, dell'artista. Di fondamentale importanza nella storia dell'arte poiché pone le basi per il Manierismo, il dipinto è sicuramente tra le opere più emblematiche ed importanti del Cinquecento italiano.

## Storia
L'opera è segnalata in casa di Agnolo Doni sia dall'Anonimo Magliabechiano (1540) che da A. F. Doni. La vicenda della sua committenza è narrata da Vasari attraverso un curioso aneddoto. Doni, ricco banchiere che era stato artefice della sua ricchezza, richiese all'amico Michelangelo una Sacra Famiglia in tondo, tema molto caro allora nella pittura fiorentina come ornamento soprattutto delle case private.
Probabilmente l'occasione della commissione erano state le nozze con Maddalena Strozzi (1504), al cui stemma familiare alluderebbero le mezze lune nella cornice. Un'altra ipotesi invece lega il dipinto al 1507 circa, in occasione del battesimo (8 settembre) della loro primogenita Maria, come farebbero pensare le allusioni alla teologia battesimale. Lo stesso Giorgio Vasari si confuse dichiarandola prima anteriore al Bacco (1496-1497) nell'edizione delle Vite del 1550, e poi posteriore in quella del 1568.
Appena pronta l'opera, l'artista inviò un garzone per consegnarla, ma alla richiesta di settanta ducati come pagamento, il Doni, che era molto attento alle sue economie, esitò a "spendere tanto per una pittura", offrendone invece solo quaranta. Michelangelo allora fece riportare indietro il dipinto e acconsentì a recapitarlo solo al prezzo raddoppiato di centoquaranta ducati.
A parte l'aneddoto, forse un po' caricato dallo storico aretino, si tratta di un primo esempio di come un artista andasse prendendo coscienza dell'altissimo valore della sua creazione, staccandosi da quella sudditanza verso la committenza che era tipica del periodo medievale, in cui la pittura era vista come "arte meccanica" legata ad un lavoro essenzialmente manuale e quindi inferiore alle arti speculative o "liberali". In quel periodo dopotutto Michelangelo, per quanto giovane, era già reduce da straordinari successi che stavano già creando il mito, come l'impresa colossale del David (1501-1504). Altre opere vicine per formato e stile, sebbene bassorilievi marmorei, sarebbero il Tondo Pitti (1503-1505 circa) e il Tondo Taddei (1504-1506 circa).
Il riferimento artistico anteriore più prossimo al Tondo Doni è probabilmente la Madonna col Bambino tra ignudi di Luca Signorelli (1490 circa), che ha alcune analogie compositive e, probabilmente, interpretative. Essa apparteneva infatti a Lorenzo di Pierfrancesco de' Medici, che in quegli anni era stato molto vicino a Michelangelo: negli anni novanta gli aveva commissionato due sculture entrambe perdute, un San Giovannino e un Cupido dormiente.
Nel 1591, Bocchi ricorda l'opera ancora in casa Doni in via San Niccolò, mentre nel 1677 risulta già collocata nella Tribuna degli Uffizi, quindi tra le collezioni granducali. La popolarità del dipinto è testimoniata dalle numerose copie e incisioni che ne esistono. Tra i dipinti spiccano quello in formato rettangolare di un anonimo fiammingo al Fogg Art Museum di Cambridge, e una copia del Bachiacca in collezione privata fiorentina. Un'incisione dell'opera del XIX secolo si trova al Gabinetto dei Disegni e delle Stampe degli Uffizi (n. 10024).

## Descrizione e stile

### Personaggi principali
La Sacra Famiglia è composta come un gruppo scultoreo al centro del tondo: la Madonna in primo piano, contrariamente a tutta l'iconografia antecedente, non ha il Bambino in braccio, ma si gira su se stessa per prenderlo da Giuseppe che glielo sta porgendo mentre è accucciato dietro di lei. Essa, accoccolata a terra, ha appena smesso di leggere il libro che ora è chiuso e abbandonato sul suo manto fra le gambe. 
Il piccolo Gesù gioca con i capelli della mamma, che ha da poco chiuso il libro che stava leggendo (il testo simboleggia probabilmente le profezie legate alla prematura morte di Gesù) per giocare con il bambino. Maria ha una corporatura molto virile e mascolina, visibile soprattutto nelle braccia.
Degna di nota è la torsione di Maria, la quale trasmette un senso di movimento completamente innovativo che culmina nella testa di Giuseppe; allo stesso modo, una piramide inversa è formata dalle teste e dalle braccia della Sacra Famiglia.
Spostando lo sguardo in secondo piano, è possibile notare sulla destra il piccolo San Giovanni Battista, mentre ancora più dietro si trovano diversi gruppi di ignudi, appoggiati a delle rocce; ad incorniciare questi gruppi c’è un ambiente naturale costituito da un lago, un prato e delle montagne.
A proposito degli ignudi che si trovano sullo sfondo, facendo bene attenzione, è possibile notare che la muscolatura di quest’ultimi è molto simile a quella del trittico in primo piano. Caso unico nella storia dell'arte, la Madonna viene dipinta come una figura muscolosa. Per rendere ancor più vivace l’intera composizione del Tondo, c’è il netto contrasto tra l’andamento orizzontale in secondo piano e quello verticale della Sacra Famiglia in primo piano.

### Personaggi secondari e sfondo

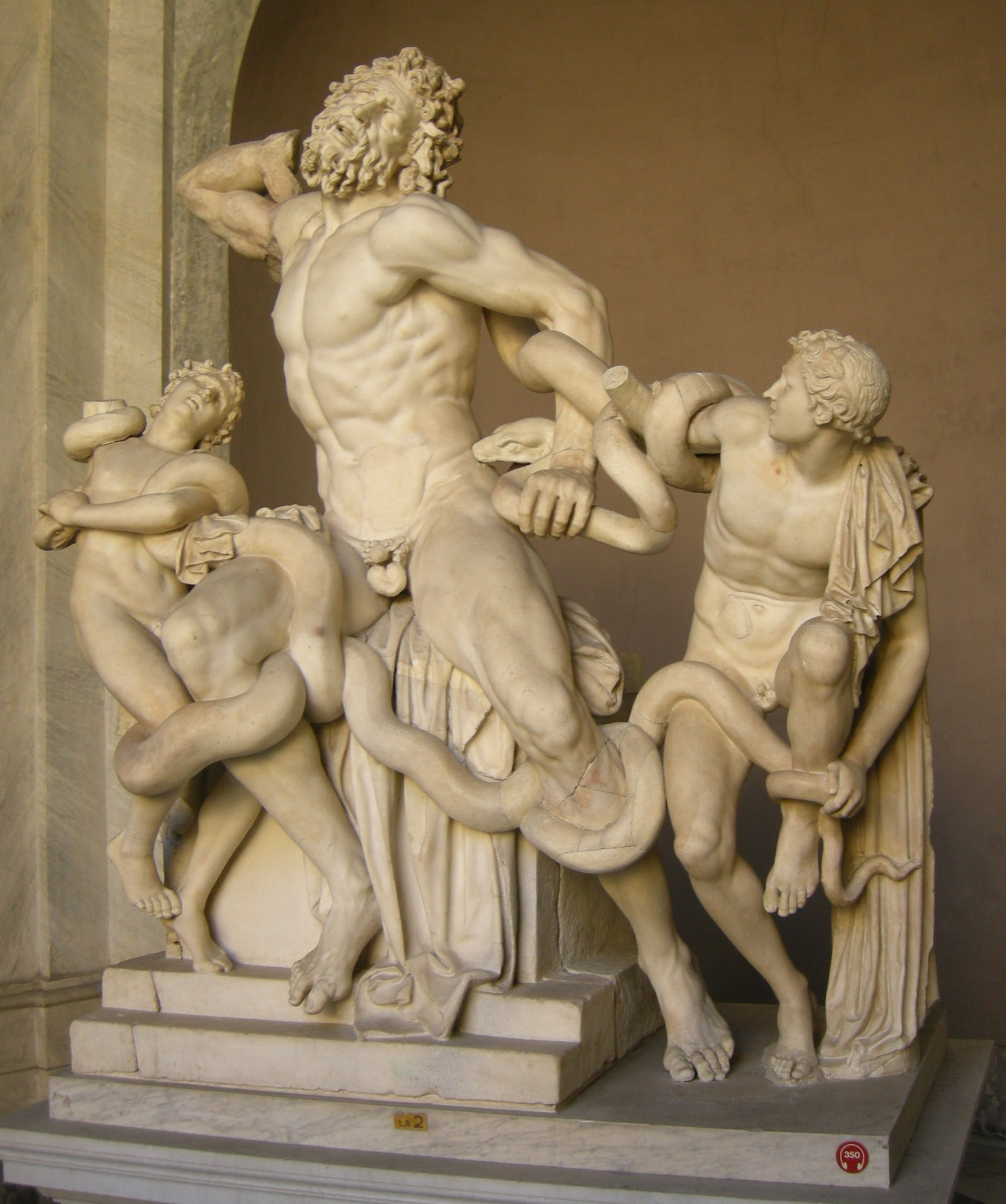
Il gruppo del Laocoonte, riecheggiato nella posa del primo ignudo a destra di Giuseppe

In secondo piano, emergente da una cavità con davanti una sorta di muretto grigio, si vede il piccolo san Giovanni Battista e più lontano una fascia di ignudi appoggiati a un emiciclo di rocce spezzate; sullo sfondo infine si vede un paesaggio definito sinteticamente, con un lago, un prato e montagne che sfumano in lontananza davanti a un cielo azzurrino.
L'andamento orizzontale dello sfondo contrasta con la composizione verticale e ascendente delle figure in primo piano, bilanciandola e rendendo più vivace l'insieme.
Gli ignudi citano statue antiche che l'artista poté vedere a Roma: il giovane in piedi ricorda ad esempio l'Apollo del Belvedere, mentre nell'uomo seduto subito a destra di Giuseppe si ravvisa un richiamo al personaggio principale del Gruppo del Laocoonte, rinvenuto nel gennaio 1506 alla presenza di Michelangelo stesso (citazione che confermerebbe la datazione al 1506-1507), accanto a una figura appoggiata che ricorda il Pothos.
Tra le figure in primo piano e gli "ignudi" si possono rilevare numerose consonanze figurali: tra la spalla destra di san Giuseppe, prolungata nel braccio di Maria, e l'omero del nudo retrostante; tra l'avambraccio legato di Maria e quello del nudo a sinistra, ecc.
I colori sono audacemente vivaci, luminosi, squillanti, cangianti e "algidi". I corpi sono trattati in maniera scultorea, chiaroscurati e spiccati dal fondo della tavola tramite una linea di contorno netta e decisa: del resto, Michelangelo riteneva che la migliore pittura fosse quella che maggiormente si avvicinava alla scultura, cioè quella che possedeva il più elevato grado di plasticità possibile.

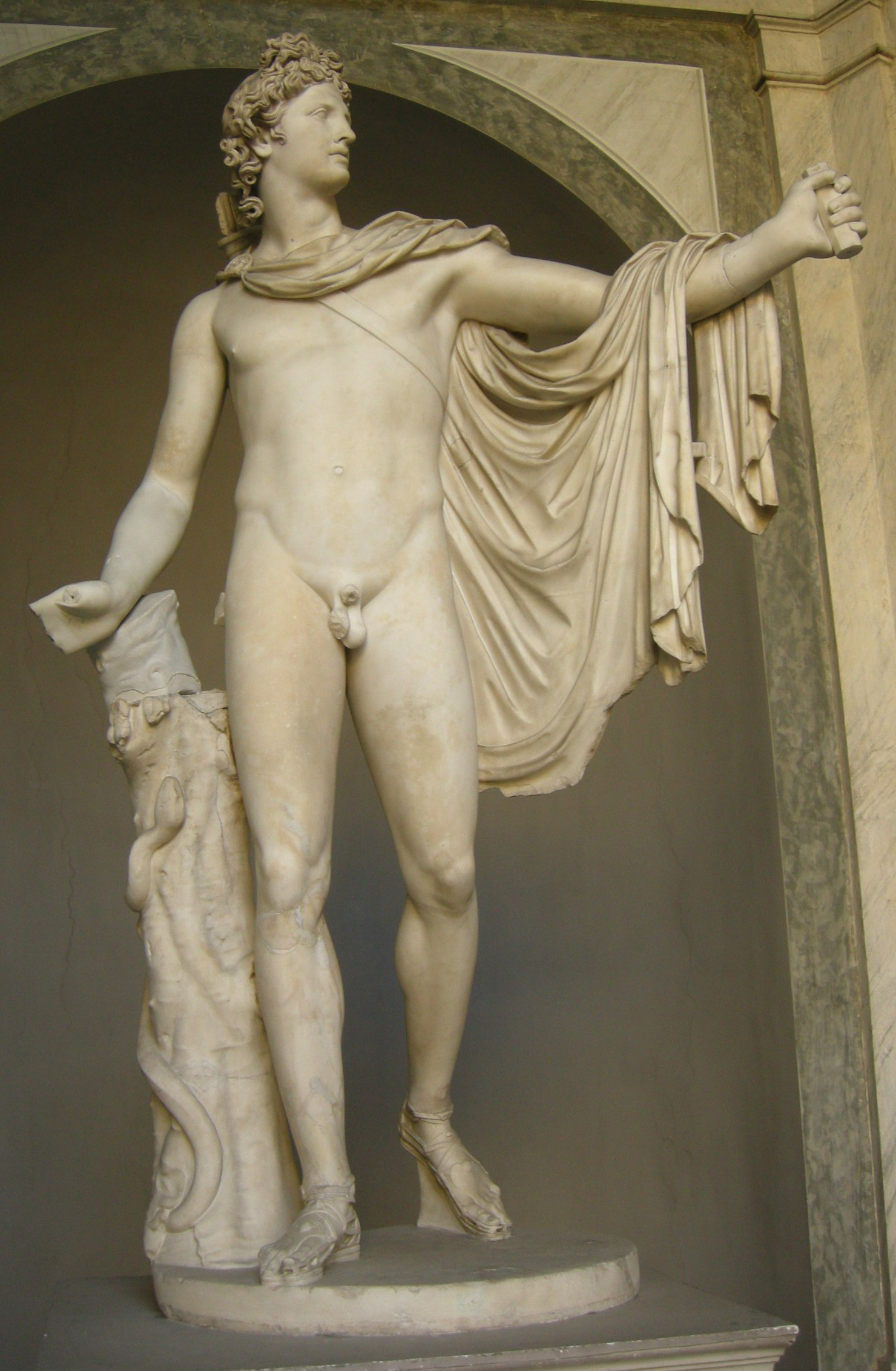
L'Apollo del Belvedere, riecheggiato nella posa del secondo ignudo a sinistra
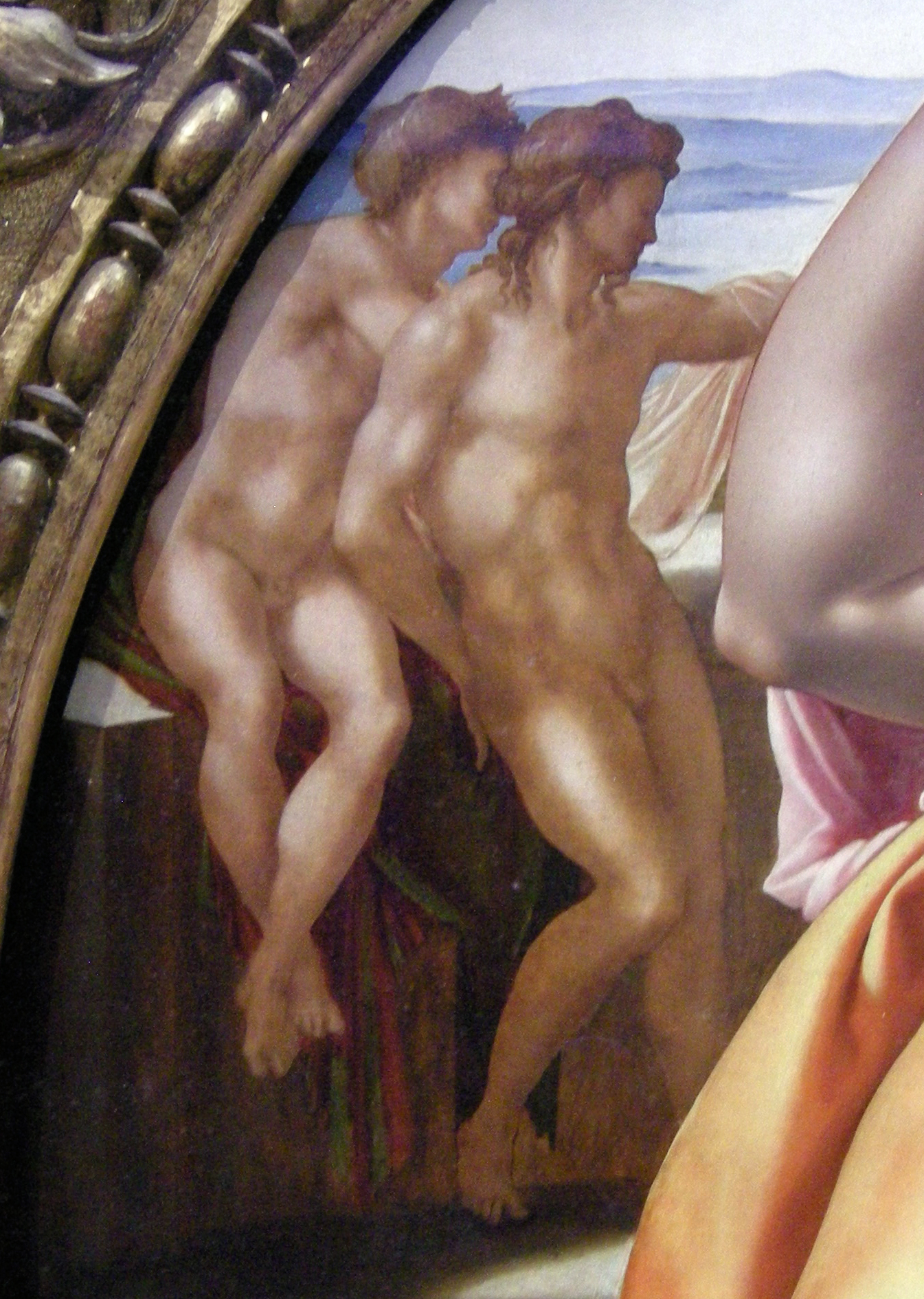
Figure di sinistra
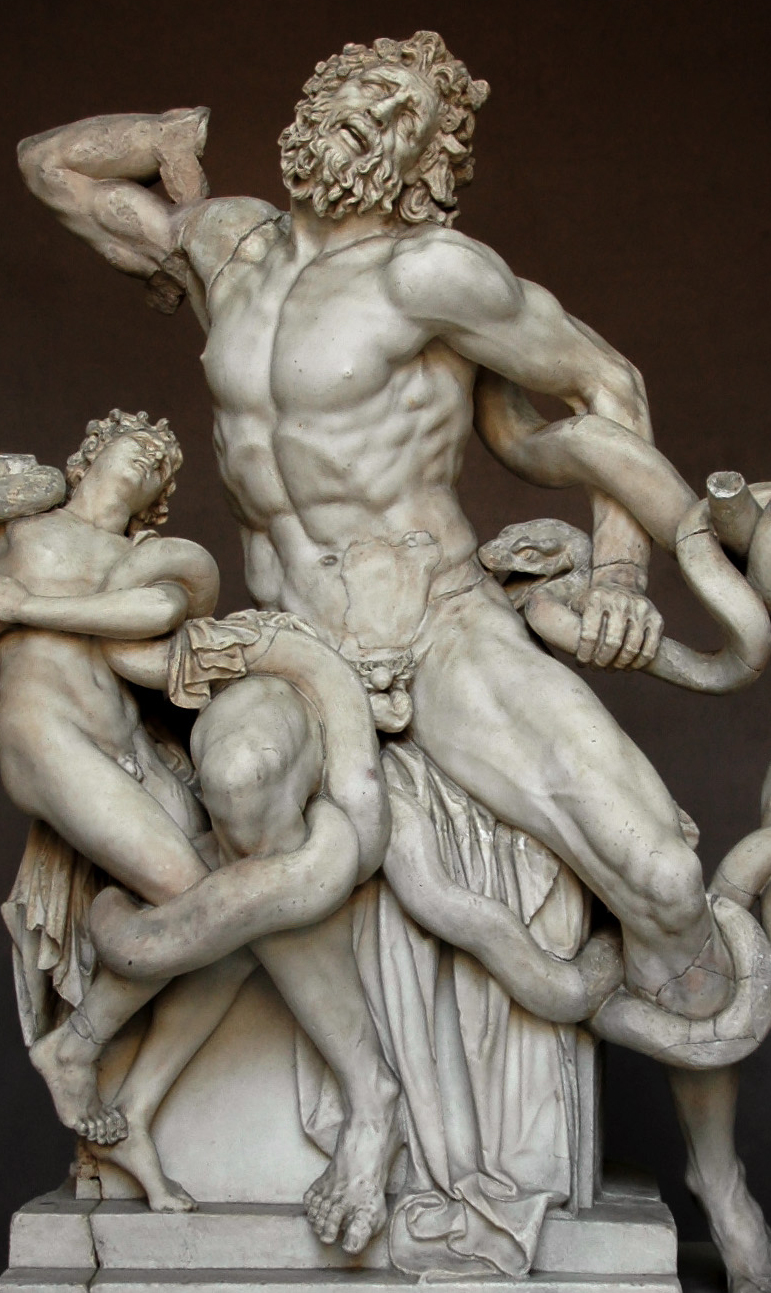
Il personaggio centrale del gruppo del Laocoonte
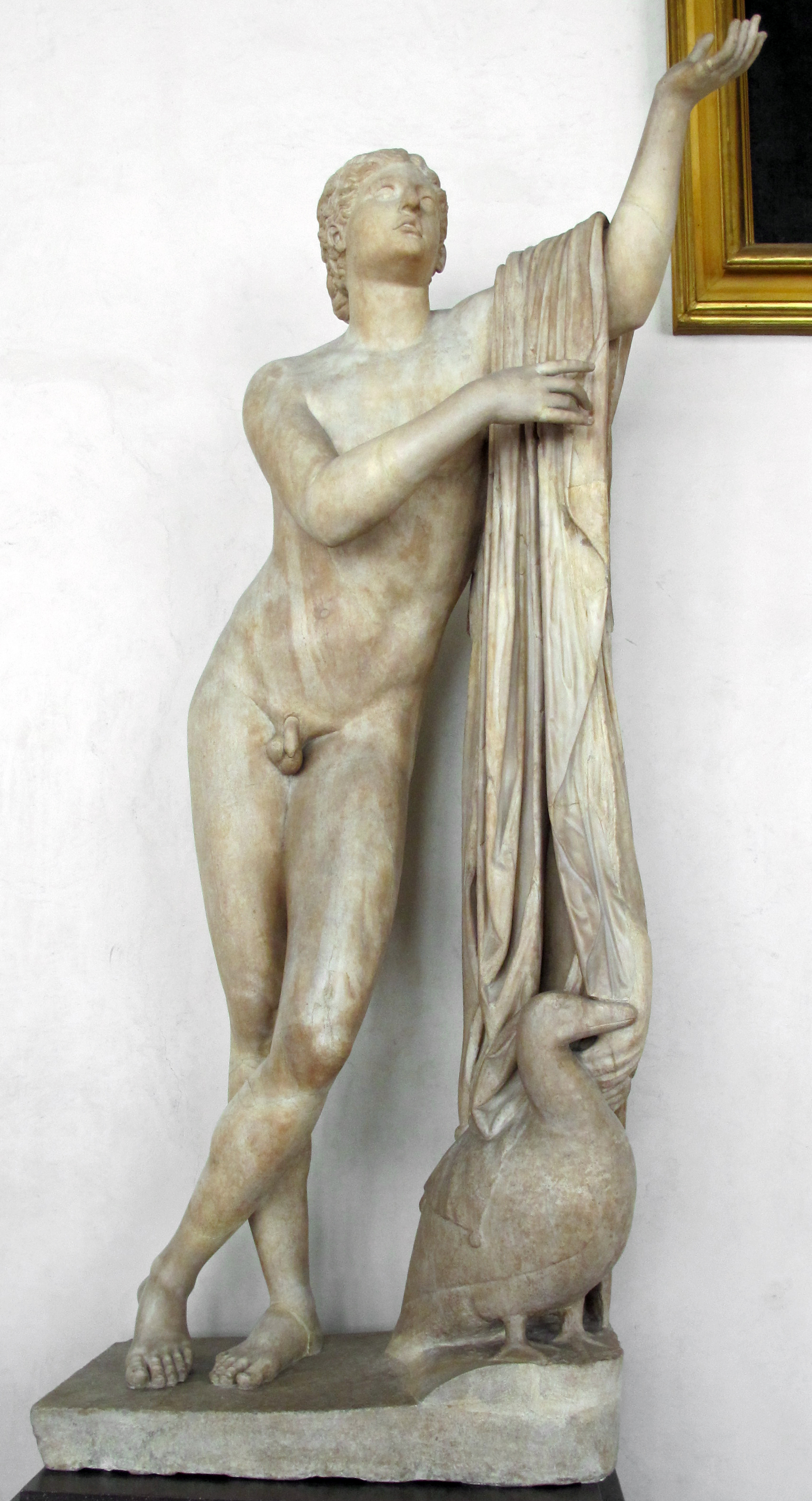
Uno dei Pothos appartenuti al Medici, richiama la posa di un personaggio a destra
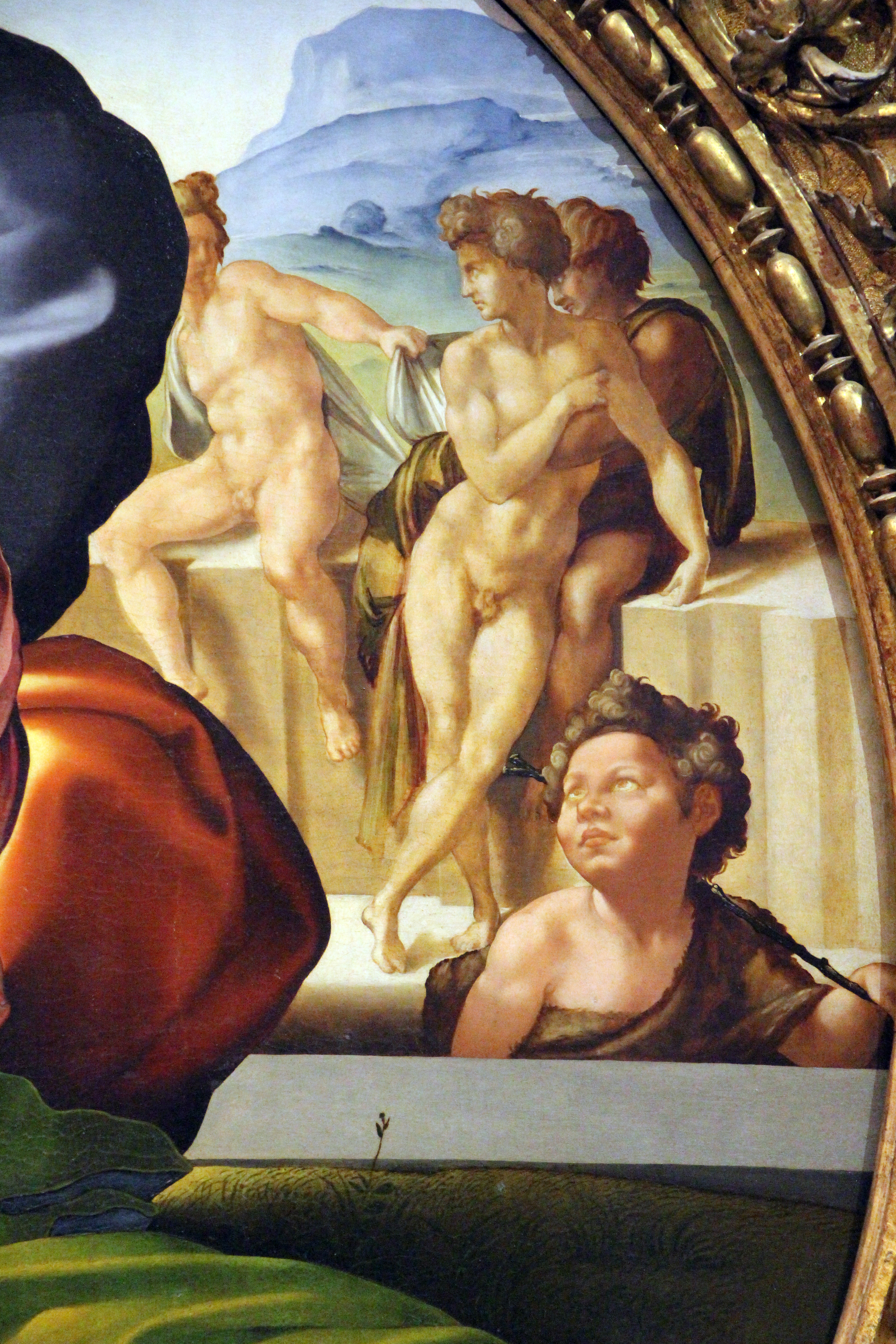
Dettaglio dei personaggi di destra

### Lo squilibrio prospettico
Il punto di vista che Michelangelo scelse per rappresentare gli ignudi è frontale e ribassato, diversamente da quello che adotta per il gruppo centrale, visto dal basso, col muricciolo orizzontale che cela il divario. Ciò è particolarmente evidente se si guarda agli indizi che il pittore ha tracciato per suggerire le linee prospettiche di base dell'esedra degli ignudi: l'ombra delle rocce a sinistra e l'andamento della croce di san Giovannino a destra. Guardando a tali direttrici ci si accorge chiaramente come un tale schema non sia pertinente con quello delle figure in primo piano.
Si tratta anche di uno sconvolgente superamento dell'unità prospettica dell'arte quattrocentesca, segnando un punto di partenza del Manierismo.
Questa scelta figurativa, sicuramente voluta, è legata alla volontà, da parte dell'autore, di conferire monumentalità alla Sacra Famiglia, ma anche di differenziare le zone figurative contrapposte per significato. Molto probabile è che la soluzione prospettica fosse studiata per adattarsi alla collocazione della tavola: "il rigore con cui notoriamente si collocavano le opere artistiche nelle dimore fiorentine rafforza l'eventualità".

### Ipotesi dei leonardismi
Nonostante alcune analogie compositive con opere di Leonardo da Vinci (come la Sant'Anna, la Vergine e il Bambino con l'agnellino, esposta a Firenze con un perduto cartone nel 1501), quali il forte legame e l'accentuata interazione tra le figure, la stesura pittorica denuncia invece un'esplicita e polemica opposizione allo sfumato del pittore di Vinci. Nonostante ciò Michelangelo riesce lo stesso a raggiungere effetti atmosferici, velando ove necessario la cromia, che arriva a ricordare la lucentezza dell'acquerello.

### Interpretazione
Il Tondo Doni racconta la storia della religione cristiana e riprende la concezione neoplatonica di Plotino relativa all'esistenza di un'anima mundi che si presta a tutto e che ogni uomo riscopre, anche se la ha sempre avuta. Per questo l'anima e l'intelletto sono uniti nella concezione neoplatonica. Visto che questa concezione deriva dal mondo pagano, Michelangelo rappresenta sullo sfondo questo mondo che dà origine alla nostra cultura e religione. I pagani sono raffigurati nudi per simboleggiare il sopravvento che il corpo prende sull'anima e l'intelletto. Al di là del muro c'è il mondo biblico, con la Madonna e San Giuseppe che disposti a spirale portano in alto Gesù, ma non come trofeo, come Messia.

### La cornice

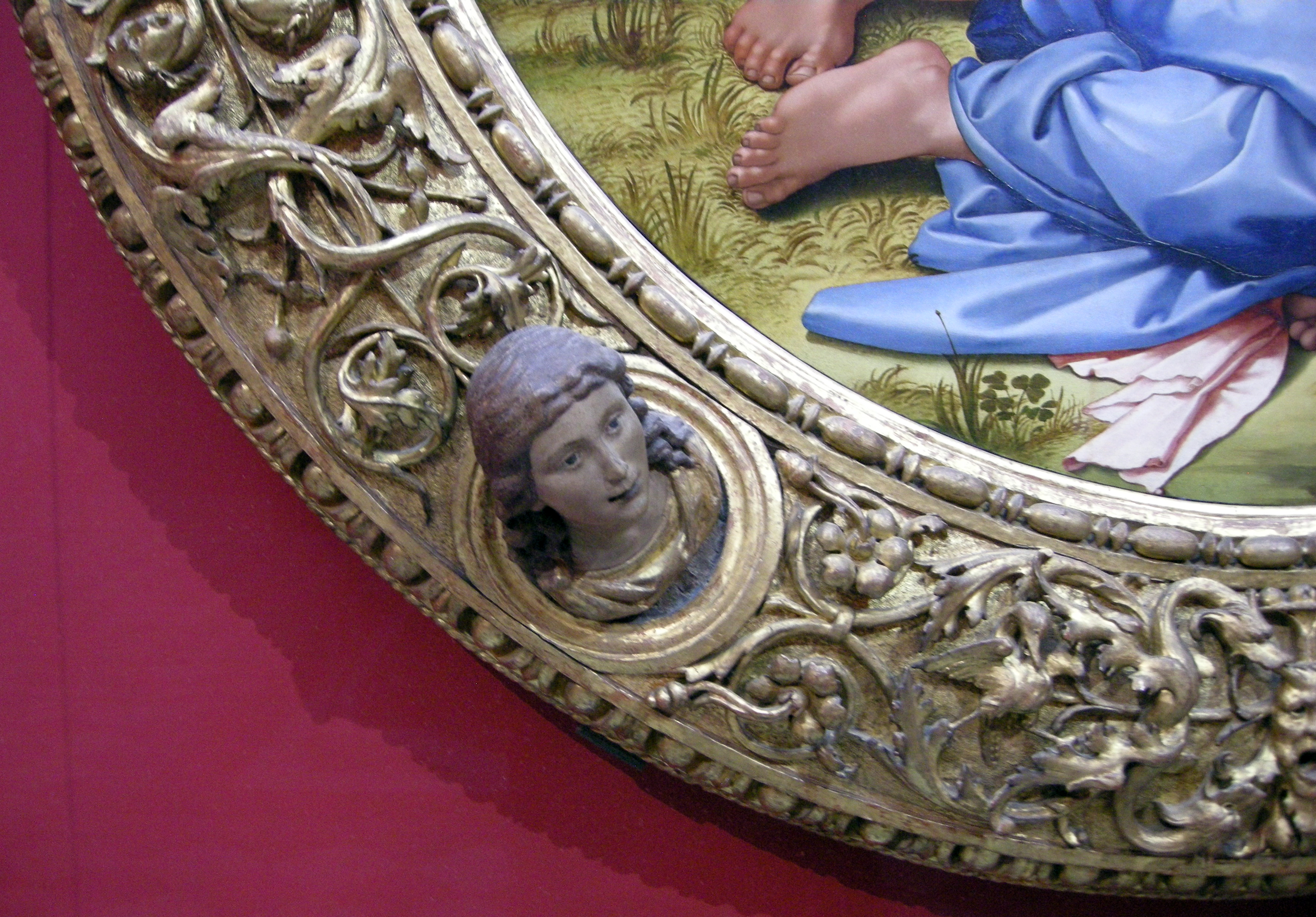
Dettaglio della cornice

La cornice originale venne forse disegnata dallo stesso Michelangelo. Il raffinato intaglio è attribuito a Marco e Francesco del Tasso.
Tra racemi vegetali intrecciati e composti in una sorta di candelabra continua, emergono cinque testine stiacciate, che guardano verso il dipinto, raffiguranti Cristo in alto al centro, profeti e sibille. Esse citano le porte del Battistero di Firenze del Ghiberti. Nel settore in alto a sinistra si riconoscono i tre crescenti dello stemma Strozzi, tra racemi, animali e maschere di satiri.